# Florodelphax paryphasma
Florodelphax paryphasma är en insektsart som först beskrevs av Flor 1861.  Florodelphax paryphasma ingår i släktet Florodelphax och familjen sporrstritar. Enligt den finländska rödlistan är arten starkt hotad i Finland. Enligt den svenska rödlistan är arten nära hotad i Sverige. Arten förekommer i Götaland, Gotland, Öland och Svealand. Artens livsmiljö är öppna mellankärr. Inga underarter finns listade i Catalogue of Life.